# Head over Heels
"'Head over Heels'" es el tercer álbum de estudio lanzado por la cantante estadounidense Paula Abdul el 13 de junio de 1995, bajo el sello Virgin Records. El álbum incluye tres sencillos: "My Love Is for Real", "Crazy Cool" y "Ain't Never Gonna Give You Up". Hasta la fecha, es el último álbum de estudio de Abdul.

## Antecedentes
En 1994, Abdul se tomó un descanso de su carrera musical para centrarse en su vida personal. Su matrimonio con Emilio Estévez terminó con la solicitud de divorcio y ella buscó tratamiento para la bulimia. "Estaba tan triste, solo necesitaba que me llenaran. Era como si estuviera tratando de llenar este gran vacío", dijo. Esta experiencia le dio fuerzas para trabajar en un tercer álbum, Head over Heels, su proyecto más honesto y personal. "Tomé todo lo que tenía miedo de enfrentar y lo puse en mi música", dijo la cantante.
Abdul también afirmó que "es un espacio y un tiempo completamente diferentes para mí. He experimentado un crecimiento espiritual que me ha permitido volver a hacer lo que más disfruto hacer, que es estar totalmente conectado con la fuente creativa como artista discográfico y bailarín".

## Composición
Head over Heels es principalmente un álbum de pop y R&B con elementos de funk, soul Motown, rap ligero, pop latino, soul psicodélico, soul-pop y música de Medio Oriente.

## Recepción Comercial
"Head over Heels" no tuvo tanto éxito como los álbumes anteriores de Abdul, llegando al puesto número 18 en la lista Billboard 200 de Estados Unidos. El álbum actualmente está certificado como disco de oro.

## Posicionamiento en las listas
| Lista (1995)                   | Posición más alta |
| ------------------------------ | ----------------- |
| Australia (ARIA)               | 27                |
| Países Bajos (Album Top 100)   | 74                |
| Japón (Oricon)                 | 32                |
| Reino Unido (UK Albums Chart)  | 61                |
| Estados Unidos (Billboard 200) | 18                |